# Колина (Чиле)
Колина (шп. Colina) је општина у Чилеу. По подацима са пописа из 2002. године број становника у месту је био 58.769.

## Демографија
| 2002.  |
| ------ |
| 58,769 |